# شهرستان مولنبرگ (کنتاکی)
شهرستان مولنبرگ، کنتاکی (به انگلیسی: Muhlenberg County, Kentucky) یک سکونتگاه مسکونی در ایالات متحده آمریکا است که در کنتاکی واقع شده‌است.